# Tiszaháti körjegyzőség
Tiszaháti körjegyzőség a trianoni békeszerződés előtti Magyarország közigazgatási egysége. 
A Tiszaháti körjegyzőség Ung vármegye Nagykaposi járásához tartozott. A körjegyzőség területe Csap, Ásvány, Salamon, Záhony és Győröcske településekre terjedt ki. 